# Ellen Osiier
Ellen Ottilia Osiier z domu Thomsen (ur. 13 sierpnia 1890 w Hjørring, zm. 6 września 1962 w Kopenhadze) – duńska florecistka pochodzenia żydowskiego, mistrzyni olimpijska.
Urodziła się w  Hjørring w Jutlandii Północnej.
W 1924 na letnich igrzyskach w Paryżu zdobyła złoty medal w debiucie kobiecej szermierki w programie olimpijskim. Tym samym zdobyła trzydziesty trzeci medal dla kraju pozostając niepokonaną w 16 kolejnych pojedynkach. Dzięki temu zwycięstwu Osiier stała się pierwszą mistrzynią olimpijską we florecie kobiet.
Jej mężem był szermierz Ivan Osiier, indywidualny wicemistrz olimpijski i 25. krotny medalista kraju we wszystkich trzech broniach.